# Hunasekunte, Gauribidanur
Hunasekunte là một làng thuộc tehsil Gauribidanur, huyện Chikkaballapur, bang Karnataka, Ấn Độ.